# 101忠狗續集：倫敦大冒險
《101忠狗續集：倫敦大冒險》（英語：101 Dalmatians II: Patch's London Adventure）是一部由華特迪士尼影業製作，於2003年1月21日以錄影帶首映的方式發行的美國電腦動畫電影。它是迪士尼於1961年製作的電影《101忠狗》的續集。其參與配音的人包括了馬丁·薛特（Martin Short）、傑森·亞歷山大（Jason Alexander）以及巴瑞·波斯偉克（Barry Bostwick）等人。它在發行之後獲得了許多DVDX的獎項，有最佳動畫電影、最佳導演、最佳編輯以及最佳電影音樂等。迪士尼於2008年9月16日又再一次發行了這部電影。這部電影的双碟版DVD分别由中录德加拉、博伟在中国大陆以及台湾发行。

## 劇情
故事開始時，羅傑（Roger）和安妮塔（Anita）以及他們所飼養的大麥町狗家族正在準備搬家。在領養了101隻小狗後，原本的小公寓就顯得有些擁擠而空間不足，於是羅傑夫婦就決定要搬到鄉間去，建立一個大麥町農場，來建立足夠的空間容納這101隻狗，同時遠離庫伊拉（Cruella）的勢力範圍。
小斑（Patch），一隻眼睛上長有黑眼圈的小狗在這一百零一分之一中感到很失落，而想要成為像他電視上的偶像雷霆（Thunderbolt）一樣獨一無二的英雄狗。小斑在看雷霆演出的節目，意外的發現這個節目在倫敦拍攝時，將有機會參與演出其中的角色。但是，一旦羅傑和安妮塔搬了家以後，就會遠離倫敦，就代表小斑將會喪失這次的機會。最後，在一陣混亂中，小斑並沒有趕上搬家的車子，而被留在倫敦。
小斑前往了片場，想要獲得這次的機會，但是卻因為自己幼稚的叫聲而被嘲笑。這時，雷霆身邊的助手閃電俠（Lil' Lightning）騙雷霆說，製作人認為雷霆已經太年老了，想要以一個更年經的明星狗取代他。雷霆聽了之後，為了保住他的工作，於是就離開了片場，打算在真實世界中上演他的英雄故事來證明自己還有演戲的能力。由於小斑看過很多雷霆演的節目，於是就成為了雷霆嘗試在真實世界中演戲時的得力幫手。
而這時，庫伊拉也回來了，而且對於大麥町的斑點是更加的入迷。一開始，庫伊拉還能透過欣賞一個專門研究斑點的德國畫家萊斯（Lar）所繪製的作品來減緩她對斑點的慾望。這時，雷霆給了小斑一個考驗，一旦他能夠成功過關，小斑就能夠參演這個節目。考驗就是要在雷霆完全沒有劇本的情況下，讓小斑給自己如何做出英雄事蹟的指示。
在雷霆原本的明星車中，閃電俠終於達到了自己的目的。導演們由於找不到雷霆的下落，只好讓閃電俠來演出這個節目的主角。庫伊拉很快的發現，無論萊斯再怎麼努力，都沒有辦法畫出庫伊拉心中真正喜歡的圖案。為了給萊斯靈感，於是庫伊拉又開始偷竊大麥町狗，但是卻發現安妮塔一家人搬走了。但是，在報紙上，庫伊拉認出了安妮塔的小狗小斑，也找到了安妮塔的新地址。雷霆這時開始在教導小斑要如何才能夠讓叫聲很宏亮。
此刻，羅傑和安妮塔一家人才發現小斑不見了，但庫伊拉已經派遣了她的手下賈斯柏（Jasper）和霍瑞斯（Horace）前往安妮塔的農場去偷走剩下的98隻狗了。萊斯看到了那麼多的小狗以後，非常高興而且有了作畫的靈感。但是庫伊拉說，她想要利用這些小狗的毛來製成一件毛皮大衣。萊斯拒絕了，但庫伊拉將他給綁了起來，自己進行原本製作毛皮大衣的計畫。
被囚禁的小狗們發出了求救訊息，而聽到了這個訊息的雷霆和小斑於是就前往了他們被囚禁的倉庫，打算解救他們。閃電俠聽到了以後感到很害怕，擔心一旦雷霆成功的救出了他們，就會被大家稱為英雄。於是，閃電俠也趕到了倉庫，告訴雷霆不要依照小斑潛進去的策略，而要直接出現攻擊。但是，庫伊拉發現了雷霆和小斑，並將他們兩個也囚禁起來。沒有被捉到的閃電俠這時候潛進來，告訴小斑說其實雷霆也只是一個冒牌貨，所有的英雄事蹟只是出現在電視上的效果罷了。小斑因此感到非常傷心，因為雷霆欺騙了他。但小斑很快的發現，他們現在所處的困境就很像雷霆的節目中的某一集。於是小斑用劇本中上演的方法解救了所有的小狗。
雖然雷霆的籠子也被打開了，但雷霆卻不願離開，感到非常自責，因為自己不僅懦弱，還欺騙了小斑。很快的，賈斯柏和霍瑞斯發現小狗都不見了，於是就去告訴庫伊拉。小斑將他們三人引到了樓下，而其實所有的小狗都已經從屋頂逃到一個雙層巴士上了。小狗們不小心發動了巴士，而失去控制的在倫敦的大街上奔馳。庫伊拉於是也開著車子，和小狗們開始了一段激烈的追逐。巧妙的是這輛巴士在奔馳的過程中，還輾過了公園中閃電俠新的拍片的場地。最後，巴士困在一個沒有出路的小巷子裡，而庫伊拉也攔住了小狗們。小斑原本試著想自己一個人嚇走庫伊拉等人，但根本沒有用。
幸運的是，這時雷霆和萊斯出現了。雷霆先向小斑道歉，告訴他自己可能並不是真正的英雄，但是可以演一個英雄。雷霆開始演戲，自己似乎心臟病發，到處哀嚎，庫伊拉也在分心中打昏了賈斯柏和霍瑞斯兩人。後來，在迷惑了庫伊拉之後，小斑趁機將巴士倒車，並成功的把這幾位壞蛋都推到了河中。閃電俠、賈斯柏和霍瑞斯三人被逮捕了，而庫伊拉則成了一個瘋癲的狀態，被送到了精神病院治療。彭哥（Pongo）和白佩蒂（Perdita）出現了，並告訴小斑他們很以他為榮。雷霆則告訴小斑，自己只是一個演員，但小斑卻是一個真正的英雄。最後萊斯則因為小斑在向賈斯柏和霍瑞斯噴顏料時，不小心做成的一幅畫成名，獲得了非常好的名聲。賈斯柏和霍瑞斯出獄後開了一間女裝店，而且衣服是用人工材質的。羅傑的音樂獲得金牌。庫伊拉被用皮帶綁住。小斑跟其牠的小狗們後來也真的進入了雷霆的節目。

## 配音員
| 配音            | 配音   | 角色                                 |
| 英語            | 國語   | 角色                                 |
| --------------- | ------ | ------------------------------------ |
| 巴比·洛克伍德   | 高德宇 | 小斑（Patch）                        |
| 巴瑞·波斯偉克   | 姜先誠 | 雷霆（Thunderbolt）                  |
| 山姆·威斯特     | 姜先誠 | 彭哥（Pongo）                        |
| 凱斯·索西       | 劉小芸 | 白佩蒂（Perdita）                    |
| 苏珊·布莱克史利 | 崔幗夫 | 库伊拉·德·威尔（Cruella de Vil）     |
| 杰夫·班奈特     | 胡大衛 | 賈斯柏（Jasper）                     |
| 毛里斯·拉馬奇   | 沈光平 | 霍瑞斯（Horace）                     |
| 傑森·亞歷山大   | 陳宗岳 | 閃電俠（Lil' Lightning）             |
| 馬丁·肖特       | 吳文民 | 萊斯（Lars）                         |
| 提摩西·本迪尼克 | 康殿宏 | 羅傑·雷德克里夫（Roger Radcliffe）   |
| 茱蒂·班森       | 鄭仁麗 | 安妮塔·雷德克里夫（Anita Radcliffe） |
| 瑪麗·麥克里歐德 | 崔幗夫 | 蘭妮（Nanny）                        |
| 班·迪布拉斯     |        | 幸運（Lucky）                        |
| 伊利·羅素·林茲  |        | 羅里（Rolly）                        |
| 卡莎·柯羅平斯基 |        | 潘妮（Penny）                        |
| 塔拉·史壯       |        | 狗影迷（Two-Tone）                   |
| 凱薩琳·比蒙特   |        | 水晶（Crystal）                      |
| 麥克·勒雷爾     | 周寧   | 製作人（Producer）                   |
| 吉姆·康明斯     |        | 骯髒道森（Dirty Dawson）             |

## 歌曲

### 華語版
『我看見斑點』
歌 - 謝文德、蕭蔓萱
『霹靂歷險記』
歌 - 劉文毅
『忠狗莊園』
歌 - 劉文毅
『狗狗脆糧 廣告歌』
歌 - 王彬
『庫伊拉迪維爾』
歌 - 謝文德
『再試一次』
歌 - 謝文德
『獨一無二』
歌 - 姜先誠

## 外部連結
- 互联网电影数据库（IMDb）上《101忠狗續集：倫敦大冒險》的资料（英文）
- AllMovie上《101忠狗續集：倫敦大冒險》的资料（英文）
- 豆瓣电影上《101忠狗續集：倫敦大冒險》的資料 （简体中文）
- 爛番茄上《101忠狗續集：倫敦大冒險》的資料（英文）